# 何扬·吴茜现代绘画馆
何扬·吴茜现代绘画馆，位于北京市朝阳区金盏乡长店村1128号，是一家私人博物馆。

## 简介
何扬·吴茜现代绘画馆是中华人民共和国第一批获国家批准的四家私人博物馆之一（均位于北京市，1996年10月30日由北京市文物局批准成立，其他三家是古陶文明博物馆、观复古典艺术博物馆、北京遗箴堂碑帖拓片博物馆。其中北京遗箴堂碑帖拓片博物馆因资金不足而找不到合适场馆，一年后未通过年检而被取消办馆资格），也是其中唯一的私人现代绘画馆。该馆于1997年2月1日开馆。该馆的创办者是画家何扬（北京美术家协会会员，建设美术家协会副主席）、吴茜（北京美术家协会会员，北京画院画家）夫妇。该馆长期展出何扬、吴茜夫妇的美术作品，也为其他艺术家举办展览。该馆起初的馆址位于北京市东城区豆瓣胡同25号，后来辗转迁到北京市朝阳区金盏乡长店村1128号。